# Trichotrimicra majuscula
Trichotrimicra majuscula är en tvåvingeart som först beskrevs av Alexander 1956.  Trichotrimicra majuscula ingår i släktet Trichotrimicra och familjen småharkrankar.
Artens utbredningsområde är Uganda. Inga underarter finns listade i Catalogue of Life.